# Accrington
Accrington è una cittadina di 35 203 abitanti del Lancashire, in Inghilterra.